# 藍鰓南極魚
藍鰓南極魚為輻鰭魚綱鱸形目南極魚亞目南極魚科的其中一種，分布於南冰洋 Kerguelen島及Heard島海域，棲息深度可達27公尺，體長可達30公分，為底棲性魚類，屬肉食性，生活習性不明。

## 擴展閱讀
維基物種上的相關：藍鰓南極魚